# Belmbrach
Belmbrach (fränkisch: Bälmbroch) ist ein Gemeindeteil der Kreisstadt Roth im Landkreis Roth (Mittelfranken, Bayern). Die Gemarkung Belmbrach hat eine Fläche von 16,720 km². Sie ist in 3640 Flurstücke aufgeteilt, die eine durchschnittliche Fläche von 4593,45 m² haben. In ihr liegen neben dem namensgebenden Ort die Gemeindeteile Barnsdorf, Kiliansdorf, Obersteinbach an der Haide und Untersteinbach an der Haide.

## Geografie
Das Dorf liegt knapp südlich von Roth und ist durch die Bundesstraße 2 vom Stadtgebiet getrennt. Südwestlich entspringt der Babenbach, ein rechter Zufluss der Rednitz. Nordöstlich des Ortes liegt das „Spatzenholz“ und im Südosten die „Saulach“. 1 km östlich liegen die Flurgebiete „Mieslein“ und „Breiting“. Gemeindeverbindungsstraßen führen zur Staatsstraße 2220 (1 km nordöstlich), nach Kiliansdorf zur Staatsstraße 2409 (1,2 km südwestlich) und nach Roth mit einer Anschlussstelle zur B 2 (0,3 km nordwestlich).

## Geschichte
In einer auf ca. 1190 zu datierenden Lehenurkunde des Bamberger Domkapitels, die das Amt Roth beschreibt, wurde der Ort als „Bellebrach“ erstmals namentlich erwähnt. Das Bestimmungswort des ursprünglichen Flurnamens ist brāche (mhd. für ungebrochenes Land), das Grundwort ist belle, ein Synonym für Weißpappel. Im Urbar für das burggräfliche Amt Roth, das ca. 1360 aufgestellt wurde, wurden für das Dorf 7 Gereute verzeichnet. Im Urbar des nunmehr markgräflichen Amtes Roth von 1434 wurden 22 Reutäcker und 4 Reutwiesen aufgeführt. Im 16-Punkte-Bericht des Jahres 1608 wurden für „Pellenbrach“ 18 Anwesen verzeichnet (9 Bauernhöfe, 8 Seldengüter, 1 Hirtenhaus). Zwar übte das Oberamt Roth das Hochgericht aus, allerdings hatten die Anwesen zu keinem Zeitpunkt das Kastenamt Roth als Grundherrn. Grundherren waren zu dieser Zeit das Domkapitel zu Eichstätt, den Herren von Wolfstein, die Kirche zu Roth und die Familie Löffelholz in Nürnberg.
Gegen Ende des 18. Jahrhunderts gab es in Belmbrach 19 Anwesen und ein Gemeindehirtenhaus. Das Hochgericht übte das brandenburg-ansbachische Oberamt Roth aus. Die Dorf- und Gemeindeherrschaft hatte das brandenburg-ansbachische Kastenamt Roth. Alle Anwesen waren dem Kastenamt Roth steuerbar. Lehen- und gültbar waren die Anwesen dem Kastenamt Roth (2 Ganzhöfe, 7 Gütlein), der Kirche Roth (4 Ganzhöfe, 1 Gütlein) und der Kirche Wallesau (1 Gütlein). 1 Gütlein war der Reichsstadt Nürnberg zinsbar. Nach J. K. Bundschuh soll es im Jahr 1799 im Ort 25 Anwesen gegeben haben.
Von 1797 bis 1808 unterstand der Ort dem Justiz- und Kammeramt Roth. 1806 kam der Ort an das Königreich Bayern. Im Rahmen des Gemeindeedikts wurde 1808 der Steuerdistrikt Belmbrach gebildet, zu dem Barnsdorf, Fallhütte, Kiliansdorf und Untersteinbach an der Haide gehörten. 1811 entstand die Ruralgemeinde Belmbrach, die deckungsgleich mit dem Steuerdistrikt war. Obersteinbach an der Haide, das ursprünglich zum Steuerdistrikt Eckersmühlen gehörte, wurde dem Steuerdistrikt und der Ruralgemeinde Belmbrach zugewiesen. Die Gemeinde Belmbrach war in Verwaltung und Gerichtsbarkeit dem Landgericht Pleinfeld (1858 in Landgericht Roth umbenannt) zugeordnet und in der Finanzverwaltung dem Rentamt Spalt (1919 in Finanzamt Spalt umbenannt). Ab 1862 gehörte Belmbrach zum Bezirksamt Schwabach (1939 in Landkreis Schwabach umbenannt). Die Gerichtsbarkeit blieb beim Landgericht Roth (1879 in Amtsgericht Roth umbenannt), seit 1970 ist das Amtsgericht Schwabach zuständig. 1932 wurde das Finanzamt Spalt aufgelöst. Seitdem gehörte Belmbrach zum Sprengel des Finanzamtes Schwabach. Die Gemeinde hatte 1964 eine Gebietsfläche von 16,685 km². Im Zuge der Gebietsreform in Bayern wurde die Gemeinde Belmbrach am 1. Juli 1971 nach Roth eingegliedert.

### Baudenkmäler
In Belmbrach gibt es drei Baudenkmäler:
- Äußere Belmbracher Str. 4: Bauernhof
- Weiherweg 12: Erdgeschossiges Wohnstallhaus
- Kreuzstein

### Bodendenkmäler
In der Gemarkung Belmbrach gibt es 15 Bodendenkmäler.

### Einwohnerentwicklung
Gemeinde Belmbrach
| Jahr      | 1818   | 1840   | 1852   | 1855   | 1861   | 1867   | 1871   | 1875   | 1880   | 1885   | 1890   | 1895   | 1900   | 1905   | 1910   | 1919   | 1925   | 1933   | 1939   | 1946   | 1950   | 1952   | 1961   | 1970   |
| Einwohner | 473    | 506    | 493    | 499    | 506    | 487    | 508    | 506    | 504    | 517    | 556    | 638    | 652    | 643    | 645    | 586    | 644    | 649    | 700    | 956    | 966    | 954    | 1413   | 1467   |
| Häuser    | 86     | 83     |        |        |        |        | 93     |        |        | 94     | 100    |        | 108    |        |        |        | 114    |        |        |        | 138    |        | 159    |        |
| Quelle    | [ 20 ] | [ 21 ] | [ 22 ] | [ 22 ] | [ 23 ] | [ 24 ] | [ 25 ] | [ 26 ] | [ 27 ] | [ 28 ] | [ 29 ] | [ 22 ] | [ 30 ] | [ 22 ] | [ 31 ] | [ 22 ] | [ 32 ] | [ 22 ] | [ 22 ] | [ 22 ] | [ 33 ] | [ 22 ] | [ 15 ] | [ 34 ] |

Ort Belmbrach
| Jahr      | 001818 | 001840 | 001861 | 001871 | 001885 | 001900 | 001925 | 001950 | 001961 | 001970 | 001987 | 002013 | 002018 |
| Einwohner | 134    | 175    | 152    | 154    | 133    | 156    | 155    | 303    | 826    | 762    | 193    | 300    | 327    |
| Häuser    | 30     | 28     |        |        | 33     | 32     | 32     | 46     | 49     |        | 42     |        |        |
| Quelle    | [ 20 ] | [ 21 ] | [ 23 ] | [ 25 ] | [ 28 ] | [ 30 ] | [ 32 ] | [ 33 ] | [ 15 ] | [ 34 ] | [ 35 ] |        | [ 36 ] |

## Religion
Belmbrach ist seit der Reformation evangelisch-lutherisch geprägt und bis heute nach Zu unserer lieben Frau (Roth) gepfarrt. Die Katholiken sind nach Maria Aufnahme in den Himmel (Roth) gepfarrt.